# The Ghost of Sulphur Mountain
The Ghost of Sulphur Mountain is een Amerikaanse stomme film uit 1912. De film werd geregisseerd door Georges en Gaston Méliès.
Deze western was een coproductie van de gebroeders Méliès en werd op 18 april 1912 uitgebracht in de Verenigde Staten.

## Rolverdeling
| Acteur       | Personage |
| ------------ | --------- |
| Francis Ford | Joe       |